# Municípios locais da África do Sul
Na África do Sul, um Município Local ou município Categoria B é um tipo de município que serve como o terceiro, e mais local, nível de governo local. Ela cai sob a jurisdição do distrito municipal (também conhecido como "distritos"); não existem municípios locais, em qualquer dos 6 municípios metropolitanos, que têm seus respectivos sistemas de governo urbano. Existem 231 municípios locais na África do Sul.
Nos Estados Unidos o mais próximo equivalente a um município local é o município Civil, que é comum uma subdivisão do concelho em vários estados. Várias vilas, cidades e fazendas podem ocupar a área de um município local. As autarquias ou municípios locais são normalmente regidos por um prefeito e concelho municipal.

## Eleições e órgãos legislativos
Como municípios metropolitanos, os municípios estão subdivididos em Círculos eleitorais, que desempenham um papel fundamental em ambas as eleições municipais e nacionais. As alas também servem como círculos eleitorais para os concelhos municipais.